# SpVgg Gräfrath
Die SpVgg Gräfrath (offiziell 1. Sportvereinigung Solingen-Gräfrath 03 e. V.) war ein Sportverein aus Solingen. Die erste Fußballmannschaft spielte neun Jahre in der höchsten niederrheinischen Amateurliga.

## Geschichte
Der Verein entstand im Jahre 1925 durch die Fusion des 1903 gegründeten BC Gräfrath 03 und des ein Jahr später entstandenen FV Solingen 04. Der erfolgreichere Stammverein war der BC Gräfrath 03, der in den Spielzeiten 1908/09 und 1910/11 in der seinerzeit höchsten Spielklasse am Ball war. Nach der Fusion gelang im Jahre 1926 der Aufstieg in die erstklassige 1. Bezirksklasse Berg/Mark. Dort schaffte die Mannschaft im Jahre 1929 nur dank einer Ligaaufstockung den Klassenerhalt, ehe die Gräfrather drei Jahre später auch sportlich absteigen mussten.
Nach Kriegsende spielten die Solinger zunächst in der Bezirksklasse und schafften nach einem 1:0-Entscheidungsspielsieg über den SV Wanheim den Aufstieg in die Landesliga, die seinerzeit höchste Amateurliga am Niederrhein. Auf kuriose Weise wurde der Verein im Jahre 1953 um den größten Erfolg gebracht. Sportlich wurde die Mannschaft zunächst Vizemeister hinter dem Lokalrivalen Union Ohligs. Die Ohligser nahmen daher an der Niederrheinmeisterschaft mit den Meistern der beiden anderen Landesligastaffeln teil. Danach stellte sich heraus, dass die Union in zwei Spielen einen nicht spielberechtigten Akteur eingesetzt hatten, worauf ihnen drei Punkte abgezogen wurden und die Gräfrather nachträglich Meister wurden.
Im Jahre 1956 qualifizierte sich die Mannschaft als Staffelvierter für die neu geschaffene Verbandsliga Niederrhein, aus der sie prompt als Tabellenletzter absteigen musste. 1959 ging es gar in die Bezirksklasse zurück, ehe im Jahre 1968 der Wiederaufstieg in die Landesliga gelang. Dort wurden die Gräfrather auf Anhieb Vizemeister hinter Union Ohligs, ehe sie in der folgenden Saison 1969/70 nach einem Entscheidungsspielsieg gegen die Amateure von Fortuna Düsseldorf in die Verbandsliga Niederrhein zurückkehrten. Nach nur einem Jahr folgte der erneute Abstieg, dem im Jahre 1977 der Abstieg in die Bezirksliga und ein Jahr später der in die Kreisliga A folgte. Nach zwei kurzen Bezirksligagastspielen in den 1980er Jahren spielten die Gräfrather in der folgenden Zeit lediglich auf Kreisebene.
Mit Karl-Heinz Nonnenbruch brachte der Verein einen späteren Zweitligaspieler hervor.

## Nachfolgeverein Solingen 03
Am 12. Mai 2006 fusionierte die SpVgg Gräfrath mit dem VfL Wald zur 1. SpVgg Solingen-Wald, auch bekannt als Solingen 03. Fusionspartner VfL Wald ist nicht zu verwechseln mit dem VfL Solingen-Wald, der am 24. Juli 1974 mit dem OSC Solingen zur SG Union Solingen fusionierte. Im Frühjahr 2021 nahm Solingen 03 Fusionsverhandlungen mit dem FC Britannia Solingen auf. Die Gespräche zerschlugen sich und der FC Britannia schloss sich ein Jahr später dem VfB Solingen an, der sich in SV Solingen 08/10 umbenannte.
Der Verein Solingen 03 startete in der Solinger Kreisliga A und schaffte im Jahre 2008 den Aufstieg in die Bezirksliga. Fünf Jahre später ging es wieder runter in die Kreisliga A, ehe im Jahre 2016 der Wiederaufstieg in die Bezirksliga gelang. Dem erneuten Abstieg im Jahre 2019 folgte der direkte Wiederaufstieg in die Bezirksliga. Im Jahre 2023 wurde Solingen 03 Vizemeister in der Bezirksliga hinter dem ASV Mettmann. Zwei Jahre später wurde die Mannschaft erneut Vizemeister, dieses Mal hinter dem 1. FC Wülfrath. In der folgenden Aufstiegsrunde setzten sich die Solinger gegen Sterkrade 06/07 und den VfL Tönisberg durch und stiegen in die Landesliga auf.
Die Heimspiele werden auf der Bernd-Kurzrock-Sportanlage ausgetragen, die Platz für 3000 Zuschauer bietet. Es wird auf Kunstrasen gespielt. Solingen 03 brachte mit Marco Königs einen späteren Profi hervor, während Ex-Profi Helmut Pabst als Co-Trainer bei Solingen 03 wirkte.